# Ras ben Sakka
Koordinaten: 37° 20′ 50″ N, 9° 44′ 42″ O
Ras ben Sakka (arabisch رأس بن سكة, deutsch Kap Ben Sakka) ist ein Kap in Tunesien und der nördlichste Punkt des afrikanischen Festlands.

## Geografie
Am Mittelmeer gelegen, befindet es sich rund 187 km südlich von Sardinien am Nordende des Landabschnitts Ras Angela (Kap Angela, auch Cap Engela), der manchmal auch statt des Kaps ben Sakka angegeben wird. 8,2 km westlich befindet sich das Ra's al-Abyad oder „Weiße Kap“ (Cap Blanc). Es wird häufig fälschlicherweise als nördlichstes Festland Afrikas angegeben, liegt tatsächlich aber rund einen Kilometer weiter südlich. Nach anderen Angaben soll sich das Weiße Kap nur 950 m weiter östlich und 30 m weiter südlich befinden, die Karten können dies jedoch nicht bestätigen.
Das Kap liegt rund 13 Kilometer nordwestlich des nächsten Ortes Bizerte und ist Teil des gleichnamigen Gouvernements. 18 km südlich befindet sich der große Ichkeul-See im Weltnaturerbe des Ichkeul-Nationalparks. 2014 wurde am Ras ben Sakka ein Denkmal eingeweiht, das die metallenen Umrisse der Staaten Afrikas zeigt, um das Kap offiziell als nördlichsten Festlandpunkt festzulegen. Ras ben Sakka befindet sich am Ende einer etwa 70 m langen Landzunge, ihm vorgelagert sind eine kleine Felsinsel im Westen sowie eine größere Felseninsel im Norden (Abmessungen ca. 70 × 70 m), getrennt durch einen ca. 35 m breiten Kanal. Eine weitere nach Norden ausgerichtete Halbinsel findet sich etwa 230 Meter weiter westlich.
Das Gebiet um das Kap ist felsig und sandig. 600 m südöstlich befindet sich der Leuchtturm Ras ben Sakka, eine ungepflasterte Straße führt bis zum Kap. Einen Kilometer südöstlich liegt eine kleine Siedlung mit knapp 50 Häusern. Manche Historiker identifizieren Ras ben Sakka mit dem „Schönen Kap“, auf das in Verträgen zwischen dem Römischen Reich und Karthago Bezug genommen wurde.

## Galerie

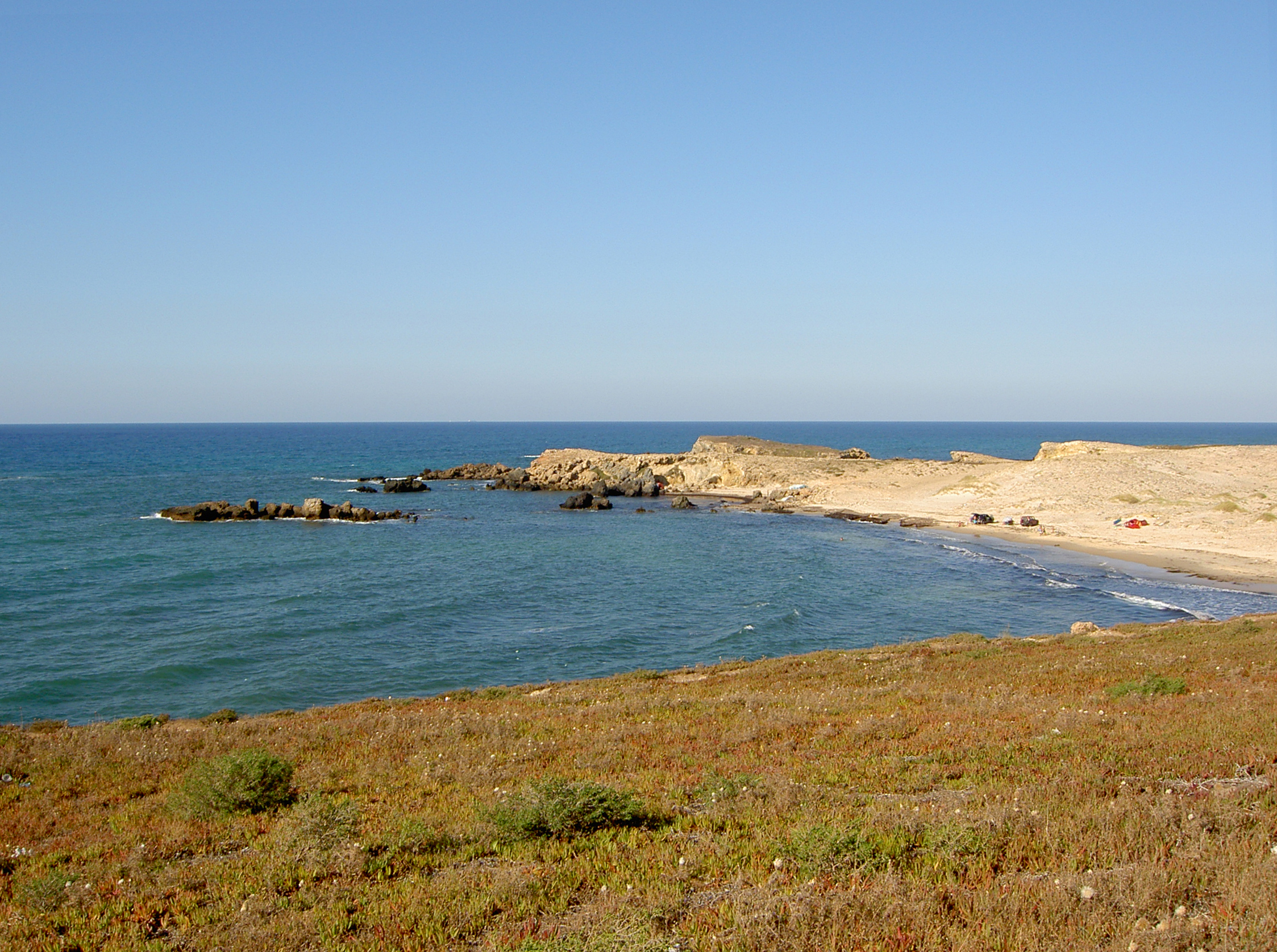
Ras ben Sakka
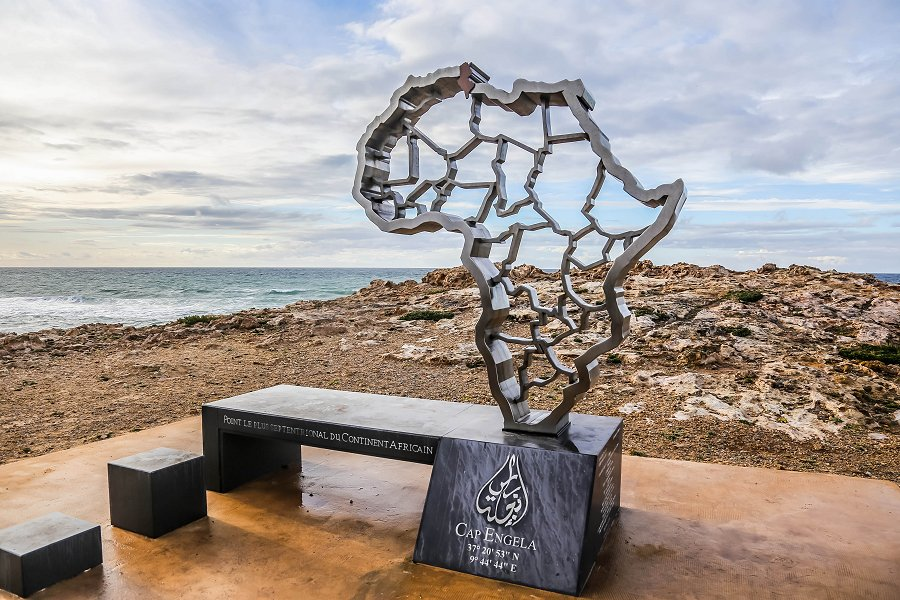
Denkmal am Kap
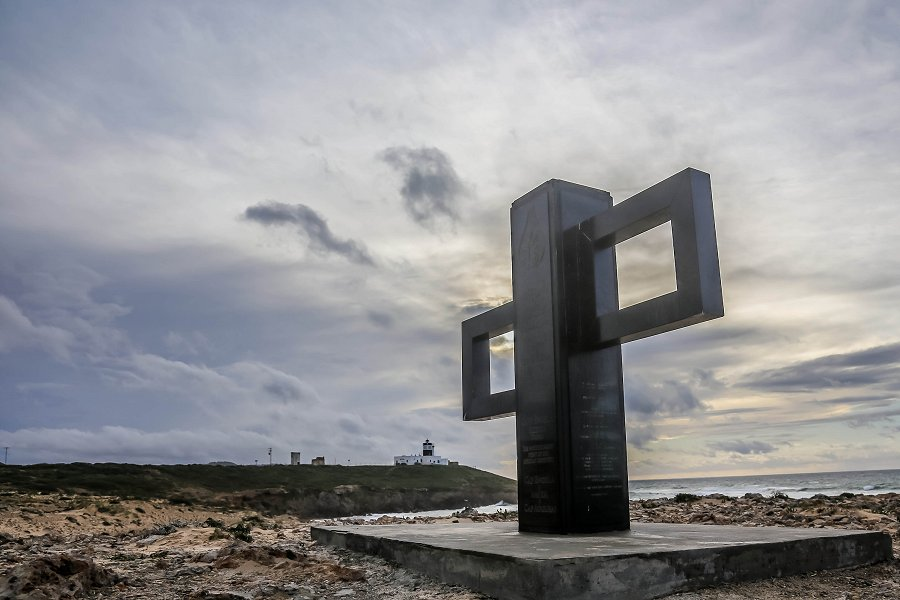
Weiteres Denkmal